# صبح الدين محمد صالح
صبح الدين محمد صالح (بالملايوية: Subkhiddin Mohd Salleh)‏، من مواليد 17 نوفمبر 1966، حكم كرة قدم ماليزي دولي. وهو حكم دولي منذ عام 2000. وتم اختياره للتحكيم في نهائيات كأس العالم 2010.
تم اختياره في المناسبات الدولية :
- كأس الأمم الأسيوية 2004
- كأس الأمم الأسيوية 2011
- دورة الألعاب الأولمبية 2004
- كأس العالم للأندية 2006
- كأس العالم للشباب 2007
- نهائيات كأس العالم لكرة القدم 2010 بجنوب أفريقيا
- كأس العالم للناشئين 2005

## روابط خارجية
- صبح الدين محمد صالح على موقع Soccerway.com (الإنجليزية)
- صبح الدين محمد صالح على موقع أوليمبيديا (الإنجليزية)